# Трамвай Усть-Каменогорська
Трамвай Оскемена — діюча трамвайна мережа міста Оскемен, Казахстан. Введено в експлуатацію 6 листопада 1959.

## Діючі лінії на початок 2010-х
- № 1 Вокзал — Казцинк
- № 2 Вокзал — Машзавод
- № 3 Вокзал — Защита
- № 4 Вокзал — УМЗ

## Рухомий склад на початок 2010-х
- KTM-5 – 49 штук
- ЛМ-99 – 1 штук

## Ресурси Інтернету
- tramwaje w Ust-Kamienogorsku
- spis linii tramwajowych w Ust-Kamienogorsku
- transphoto.ru